# Lorenzo di Mariano

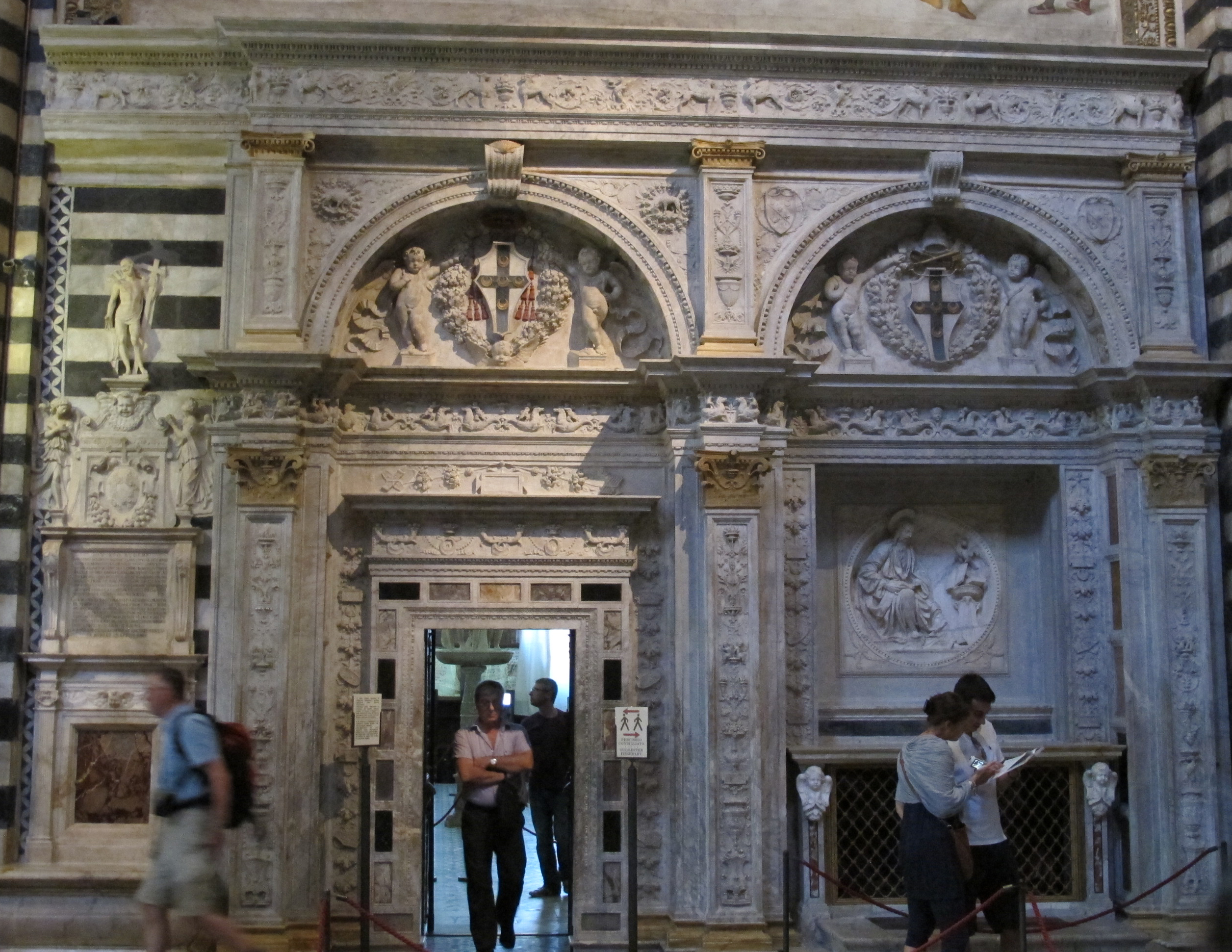
Fassade der Piccolomini-Bibliothek in Siena

Lorenzo di Mariano Fucci, genannt il Marrina, (* 1476 in Siena; † 1534 ebenda) war ein italienischer Bildhauer.

## Biografie
Er war Schüler von Giovanni di Stefano und ab 1506 Dombaumeister seiner Heimatstadt. 1507 arbeitete er an der Piccolomini-Kapelle in San Francesco, für die er das Marmorornament für den Altar und den Boden schuf. In der gleichen Kirche schuf er später einen weiteren Altar.
Viele seiner Werke befinden sich ebenfalls in Siena, darunter der Hauptaltar der Kirche Santa Maria in Portico a Fontegiusta (1509–1517), der Marsili-Altar in San Martino (1522) und die Fassade der Piccolomini-Bibliothek am Dom von Siena.
Er wurde wegen seiner Virtuosität im Umgang mit Marmor geliebt, war von der klassischen Kunst beeinflusst, widmete sich aber selten der Rundplastik: das einzige gesicherte Werk dieser Gattung ist eine Büste der heiligen Katharina von Siena (1517) aus polychromem Terrakotta, die in der Kirche der Contrada del Drago in Siena aufbewahrt wird.